# 古原靖久
古原 靖久（ふるはら やすひさ、1986年〈昭和61年〉8月13日 - ）は、日本の俳優。京都府出身。

## 略歴
母親は京都府で16歳のときに古原を産み、19歳で離婚した。離婚する前から両親は夫婦喧嘩が絶えず、両親の離婚後に母親は夜職で働くが、母は何日も古原のおむつ替えをしないなどネグレクトに近い状況となった。古原は就学前に東京都にある児童養護施設に入った。母との面会は小学5年で途絶え、母が最後に面会してから2年が経過したときに捨てられたと気付いた。
従順ではなく思ったことが顔に出やすい性格から、育った施設では職員から目を付けられた上に嫌われ、古原だけが自分で洗濯をさせられていたほか、職員や先輩児童からも理不尽に怒られたり暴行を受けることが多かったと言い、親に棄てられた上に保護されるべき場所からですら虐待に等しい扱いを受けていたことを明かしている。ある時は午前8時から翌午前3時まで正座させ続けられたほか、先輩からは暇つぶしに友達同士で殴り合いをさせられたり、日常的に様々な理由を付けてエアガンで撃たれたり、肉などの入居児たちに人気の食事メニューを横取りされる一方でほかの入居児が食べたがらない野菜を押し付けられたりした。小学6年生までは良い思い出がないくらいに悲惨な状況であったが、中学生になってからは立ち回りである程度カバーした。自身の退所後はいじめ文化は少しずつ改善されて最終的に消滅した。
施設退所直前まで進路が未定だったため「住み込みの新聞販売店の仕事を用意してある」と職員に言われたものの固辞し、以前からスカウトされていた芸能界に進む道を選んだ。
祖父の知人からの紹介により、ハーキュリーズに所属。2005年、テレビドラマ『野ブタ。をプロデュース』で俳優デビュー。
2008年2月から2009年2月まで放送された、スーパー戦隊シリーズ『炎神戦隊ゴーオンジャー』にて、江角走輔 / ゴーオンレッド役で初の主演を務めた。
2011年10月15日に公開された映画『電人ザボーガー』にて、主人公・大門豊の青年時代を演じた。
2021年12月31日、自身のTwitterにて、ハーキュリーズを退所し、独立したことを報告。芸能活動は継続する。

## 人物
- テレビドラマ『都立水商!』では、ネクタイを上手く結ぶことができず、毎回主演の藤井隆に結んでもらっていた[6]。古原は同作品について温かい人が多く、仕事のしやすい現場だったと述懐している[6]。
- 同じく『都立水商!』で共演した竹中直人とクランクアップ後に偶然出会い、後日食事に行こうと誘われた[6]。古原は社交辞令だろうと思っていたが1週間後に実現し、その優しさに触れて自身も「こんな人になりたい」と感じたと語っている[6]。後年、映画『電人ザボーガー』で再共演した際も、竹中はこの時のことを覚えていたという[6]。
- 幼少期は、戦隊シリーズの『地球戦隊ファイブマン』から『恐竜戦隊ジュウレンジャー』までを熱心に見ており[8]、芸能界入りした後もスーパー戦隊シリーズに出演してヒーローを演じることを志望していた[6]。『百獣戦隊ガオレンジャー』では渡辺勝也の演出を気に入っており、『ゴーオンジャー』で渡辺がメイン監督を担当することを知ったときは大いに喜んだ[6]。『ゴーオンジャー』出演後も、可能な限りスーパー戦隊シリーズの視聴を続けている[6]。
- 古原は2006年に『仮面ライダーカブト』の神代剣 / 仮面ライダーサソード役、『轟轟戦隊ボウケンジャー』の高丘映士 / ボウケンシルバー役のオーディションを受けたが、いずれも落選していた[9]。その後に共演した高橋光臣や塩谷瞬ら出演経験者にどうしたら採用されるかを相談したところ、両者とも「普通にやっていれば合格する」との答えだった[6]。『ゴーオンジャー』で採用された理由は、「空回りキャラ」を演じられるからだと後日スタッフから明かされた[6]。
- 『ゴーオンジャー』でゴーオンレッドのスーツアクターを務めた福沢博文は、古原の常識にとらわれないアドリブを評価しており、福沢も刺激を受けつつ古原には勝てないと感じたとコメントしている[10]。また福沢は、特に監督の諸田敏が古原を自由に泳がせることでその力を引き出していたと証言しており、その様を見て古原は押さえつけてはいけないのだと思ったと語っている[10]。
- 2022年9月9日、さいたま市にある一般社団法人コンパスナビが「児童養護施設で育ち巣立った若者の心の傷とその後」と題するシンポジウムを埼玉会館で開催。古原は、同じく児童養護施設で育った矢野デイビットと登壇し、体験を語るとともに、支援と自立について訴えた。司会役を務めた山本昌子と西坂來人もそれぞれ、施設での体験や自立策に対する意見を述べた[2]。
- 2024年9月1日、前日（8月31日）から放送されていた日本テレビ系列のチャリティー番組『24時間テレビ47 愛は地球を救うのか?』に出演。チャリティーマラソン企画に出演していた同じく児童養護施設で育ったやす子と並走するとともに激励した[11]。出演後にENCOUNTとのインタビューにおいて、「今回のことは、より多くの方に児童養護施設のことを知ってもらえるチャンスだと思っています。初めて施設のことを知った視聴者の方も多いでしょうし、『自分には何ができるだろうか』と考えてくださる方もいると思います。僕もこうして参加させていただいたことに心から感謝しています」とコメントしている[12]。

## 出演

### テレビドラマ
- 野ブタ。をプロデュース（2005年10月15日 - 12月17日、日本テレビ） - 和久井拓三 役
- DRAMA COMPLEX 都立水商!（2006年3月28日、日本テレビ） - 奥田 役
- 死ぬかと思った Case3「箱男」（2007年4月22日、日本テレビ）
- 花ざかりの君たちへ〜イケメン♂パラダイス〜（2007年7月3日 - 9月18日、フジテレビ） - 扇町太陽 役
- スーパー戦隊シリーズ（テレビ朝日） - 江角走輔 / ゴーオンレッド 役
  - 炎神戦隊ゴーオンジャー（2008年2月17日 - 2009年2月8日） - 主演[注釈 1]
  - 海賊戦隊ゴーカイジャー 第35話・第36話（2011年10月23日・30日）
  - 4週連続スペシャル スーパー戦隊最強バトル!! 第1話（2019年2月17日） - 友情出演[13]
  - 爆上戦隊ブンブンジャー 第12話（2024年5月19日）[14]
- マイ・ウェイ（2009年8月25日・9月1日、CBCテレビ） - 山岸一樹 役
- 花祭（2009年10月3日、CBCテレビ・TBS系） - 池田又一 役
- チャレンジド 第2回（2009年10月17日、NHK総合） - 斎藤 役
- インディゴの夜 第30話 - 第34話（2010年2月15日 - 19日、東海テレビ・フジテレビ系） - 平岡亘 役
- あり得ない! 第6話「律儀な強盗犯」（2010年2月18日、MBS） - 主演・中倉慎吾 役
- 土俵ガール! 第2話 - 最終話（2010年7月21日 - 9月15日、TBS / 7月23日 - 9月17日、MBS） - 広崎祥一 役
- 月曜ゴールデン 山村美紗サスペンス 狩矢警部シリーズ9 坂本龍馬殺人事件（2010年11月15日、TBS） - 春田浩 役
- 青空プロデュース（2010年12月24日、CBCテレビ） - 恩田武 役
- マッスルガール! 第4話・第5話（2011年5月11日・18日、TBS / 5月15日・22日、MBS） - 観客 役
- 金曜プレステージ特別企画 悪女たちのメス episode2（2012年12月21日、フジテレビ） - 中川浩介 役
- 月曜ゴールデン 捜査指揮官 水城さや（2013年1月28日、TBS） - 山下武 役
- ラスト♡シンデレラ 第2話（2013年4月18日、フジテレビ）
- 保育探偵25時〜花咲慎一郎は眠れない!!〜（2015年1月16日 - 3月13日、テレビ東京） - 脇坂正平 役
- 土曜ワイド劇場 特別企画 切り裂きジャックの告白〜刑事 犬養隼人〜（2015年4月18日、ABCテレビ・テレビ朝日系） - 刑事 役
- 土曜ワイド劇場 ゴーストライターの殺人取材2～セレブの罪を代筆する女!（2015年11月14日、テレビ朝日） - 上地一平 役
- 警視庁捜査一課9係 season11 第9話（2016年6月1日、テレビ朝日） - 宮嶋類 役
- 水曜ミステリー9 今野敏サスペンス 烈火 警視庁強行犯 樋口顕（2016年12月21日、テレビ東京） - 谷川茂樹 役
- 刑事7人 シーズン8 第8話（2022年8月31日、テレビ朝日） - 飯田宏和 役[15]

### ウェブドラマ
- 性病先生 第6話（2006年4月24日、GyaO） - 伸彦 役
- 炎神戦隊ゴーオンジャー BONBON!BONBON!ネットでBONG!!（2008年7月11日 - 8月8日） - 主演・江角走輔 / ゴーオンレッド 役
- ウルトラマンオーブ THE ORIGIN SAGA（2016年12月26日 - 2017年3月13日、Amazon Prime Video） - 森脇翔平 役

### 映画
- スーパー戦隊シリーズ（東映） - 江角走輔 / ゴーオンレッド 役
  - 炎神戦隊ゴーオンジャー BUNBUN!BANBAN!劇場BANG!!（2008年8月9日）- 主演
  - 劇場版 炎神戦隊ゴーオンジャーVSゲキレンジャー（2009年1月24日）- 主演
  - 侍戦隊シンケンジャーVSゴーオンジャー 銀幕BANG!!（2010年1月30日）
- 書の道（2009年12月26日、モブキャスト） - 反町健太郎 役
- 音楽人（2010年5月15日、Thanks Lab.） - 原圭太 役
- 電人ザボーガー（2011年10月15日、キングレコード / ティ・ジョイ） - 大門豊（青年期） 役
- かなりあ 人生をうまく跳べない人2（2012年4月7日、オカシネマ） - 信二 役
- アイアンガール（2012年7月21日、アーク・フィルムズ） - ビリー 役
- アウターマン（2015年12月5日、アールツーエンタテインメント） - 主演・吉野秀樹 役
- ARAKAWA UNDER 9 -Episode1-（2023年11月26日、サンパール荒川にて上映、KEITO） - 特別出演

### オリジナルビデオ
- スーパー戦隊シリーズ（東映ビデオ） - 江角走輔 / ゴーオンレッド 役
  - 炎神戦隊ゴーオンジャースペシャルDVD ゼミナールだよ!全員GO-ON!（2008年）- 主演
  - 炎神戦隊ゴーオンジャー 10 YEARS GRANDPRIX（2018年9月26日）- 主演
- CONNECT 覇者への道（2024年2月2日、NBCユニバーサル・エンターテイメント） - 武内正二（半グレ組織リーダー） 役
  - CONNECT 覇者への道2（2024年3月6日）

### バラエティ
- あさイチ（2012年4月 - 、NHK総合） - 「ピカピカ☆日本（2017年度まで）」「おでかけＬＩＶＥ（2018年度から）」リポーター
- ザ・プレミアム 行くぞ!最果て!秘境×鉄道（NHK BSプレミアム→NHK BS）
  - 北米大陸1700キロ（2017年2月11日）[16]
  - メキシコ・チワワ太平洋鉄道（2017年7月26日）[17]
  - 激走!ノルウェー北極圏へ（2018年4月7日）[18]
  - 疾走!シルクロード（2018年7月14日）[19]
  - アラスカ 氷河と大森林（2018年8月18日）[20]
  - アフリカ・ポレポレ列車（2018年10月27日）[21]
  - ボリビア ジャングル列車（2019年2月9日）[22]
  - モンゴル 絶景列車（2018年12月29日）[23]
  - マダガスカル スマイル列車（2020年1月11日）[24]
  - マレーシア 助け合い鉄道（2023年1月21日）
  - オーストラリア・夢追い列車（2024年1月6日）
  - ガボン・未来へ走るジャングル列車（2024年10月19日）

### 舞台
- switch（2007年9月20日 - 23日、ディファ有明） - 柴俊樹 役
- 夏の穴（2009年9月16日 - 20日、青山円形劇場 / 9月29日、津山文化センター） - 栗林高貴 役
- トライフル〜reorder〜（2010年1月27日 - 31日、全労済ホールスペース・ゼロ） - 主演・皆川優吾 役
- Tシャツ三国志 〜人中に我あり〜（2010年3月10日 - 15日、全労済ホールスペース・ゼロ） - 主演・前原凛太郎 役
- 世界征服の作り方（2010年6月2日 - 6日、座・高円寺2） - 菊池琢磨 役
- コカンセツ!（2010年8月13日、天王洲 銀河劇場） - 日替わりゲスト・岩切 役
- 花咲ける青少年 ～The Budding Beauty in The Oriental Blue Wind～（2011年2月16日 - 27日、草月ホール） - カール 役
  - 花咲ける青少年 ファイナル The Blooming Princess（2012年1月13日 - 18日、サンシャイン劇場）
- 蒼空時雨（2011年7月12日 - 18日、テアトルBONBON） - 舞原零央 役
- 吐息雪色（2012年12月20日、中野ザ・ポケット） - 日替わりゲスト・舞原零央 役
- Mores（2013年4月3日 - 7日、シアターサンモール / 4月11日 - 14日、ABCホール） - 主演・武知守 役[25]
- 呪い（2013年11月27日 - 12月1日、赤坂RED/THEATER） - 港又一 役
- STAND BY～Reading～（2014年3月7日、高田馬場ラビネスト） - 日替わりゲスト・瀬能篤史 役
- Walk oN! ～さあ、新しいキミに会いに行こう～（2015年5月9日・10日、16日 - 19日、東京芸術劇場 シアターウエスト / 5月23日、那須塩原市黒磯文化会館 大ホール / 5月24日、岩沼市民会館 大ホール / 5月27日、札幌市民ホール / 5月30日、藤沢市民会館 大ホール / 5月31日、シベールアリーナ / 6月2日・3日、ABCホール / 6月5日、上越文化会館 / 6月6日、見附市文化ホール アルカディア / 6月7日、りゅーとぴあ 新潟市民芸術文化会館 / 6月11日、駒ヶ根市文化会館 / 6月13日・14日、メロープラザ / 6月20日、里庄総合文化ホール フロイデ / 6月21日、たつの市総合文化会館 アクアホール / 6月26日、富山県民会館 / 6月27日、北國新聞赤羽ホール / 7月3日、山口市民会館 大ホール / 7月5日、三股町立文化会館）
- サラリーマンナイトフィーバー（2022年8月23日、仙台電力ホール / 8月27日、東海市芸術劇場 / 8月28日、金沢歌劇座 / 8月30日、戸田市文化会館 / 9月3日・4日、水都やながわ白秋ホール / 10月28日 - 30日、大阪松竹座） - 主演・サラリーマン 広瀬 役[26]
- 朗読劇「名探偵サトラレー復讐と秘密の暗号ー」 Aチーム（2024年5月15日 - 19日、三鷹RI劇場） - 主演・浦原悟 役
- WITH YOU 第13回公演「桃太郎 ～芥川龍之介ver.～」 （2024年6月16日、六行会ホール） - ゲスト
- 2.5次元リーディングLIVEステージ「だめんずうぉーかー令和版」 Aチーム（2024年11月20日 - 24日、三鷹RI劇場） - 魚住ケンジ 役
- 2.5次元リーディングLIVEステージ「だめんずうぉーかー令和版2025」 Aチーム（2025年5月14日 - 18日、三鷹RI劇場）

### プロモーションビデオ
- Metis「あなたが愛をくれたから…」（2009年7月8日）

### 広告
- レインズインターナショナル「牛角」（2006年）
- セイカ「炎神戦隊ゴーオンジャー つくえでらくがきんちょ!」（2008年）
- バンダイ「ゴーオンジャケット」（2008年）
- 真誠「とろけるきなこ～IKKOおすすめかんたん健康きなこ朝食レシピ～」（2019年、Web CM）
- つぼい工業株式会社（2021年）

### 玩具
- 炎神戦隊ゴーオンジャー ゴーフォン -MEMORIAL EDITION-（2025年1月）

## 作品

### DVD
- 古原靖久 FLY HIGH -飛翔-（2008年5月21日、東映ビデオ）

## その他
- 第17回佐伯市社会教育振興大会～『協育』で人と人との絆を紡ぐまちづくり～（2024年9月28日、弥生地区公民館 大ホール） - 講演[27]
- 令和6年度世田谷区子どもの虐待防止推進講演会＆養育家庭体験発表会（2024年12月12日、玉川区民会館・玉川せせらぎホール） - パネルディスカッション・パネラー[28]